# Oberto da Savignone
Oberto di Savignone (fl. XIII secolo) è stato un ammiraglio ed esploratore italiano del duecento, che comandò la prima circumnavigazione dell'Africa nota per il finanziamento dei fratelli Vivaldi nel 1291.
Era cugino di Andalò da Savignone, suocero di Babilano Doria, e antenato diretto di Andrea Doria.

## Biografia

### Famiglia
Nacque probabilmente a Genova al XIII secolo, figlio di Ruggero di Savignone e nipote di Guglielmo di Savignone, ambasciatore genovese presso l'imperatore d'Oriente Andronico II Paleologo, anche nonno di Andalò di Savignone, ambasciatore di Benedetto XII presso il Gran Khan Toghon Temür. Una sorella chiamata Orietta sposò Abaga Doria, nipote dell'ammiraglio Lamba Doria, poi madre di Margherita Doria-Usodimare. La figlia Leona di Savignone sposò Babilano Doria, che nel 1298 acquistò la signoria di Oneglia dal vescovo d'Albenga, diventando capostipiti dei ramo dei Doria di Oneglia, da cui proveniva l'ammiraglio Andrea Doria.

### Prime notizie

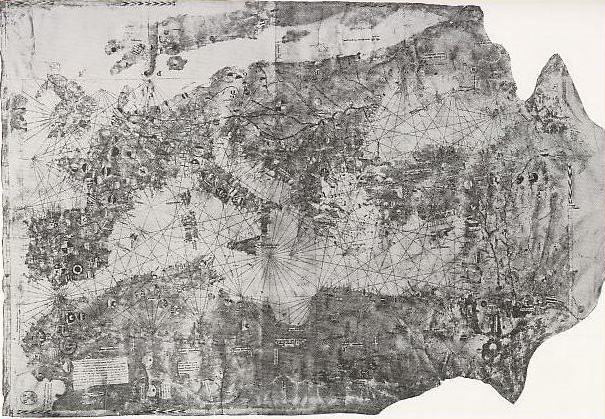
Portolano di Giovanni di Carignano (c. 1300)

Le prime notizie risalgono al 1268 quando compare in diversi atte notarili di Caffa, impegnato nelle imprese di famiglia i. Nel 1275 il notaio Gioachino Nepitella registrò la sua partenza per l'impero Romano d'Oriente. Nel gennaio 1278 doveva essere ritornato a Genova, dove è stata registrata una promessa di pagamento a suo nome da parte del marchese Grimaldo di Gavi. Nel 1278 il notaio Ugolino Scarpa riporta la sua sconfitta insieme ai fratelli Guglielmo e Ansaldo de' Delfini di Varazze contro le truppe dell'ammiraglio Iacopo Malocello per il controllo della signoria di Varazze. Nel 1289 è di nuovo a Caffa, dove compare come debitore di Pietro Bono, servitore del nonno, Guglielmo di Savignone. 

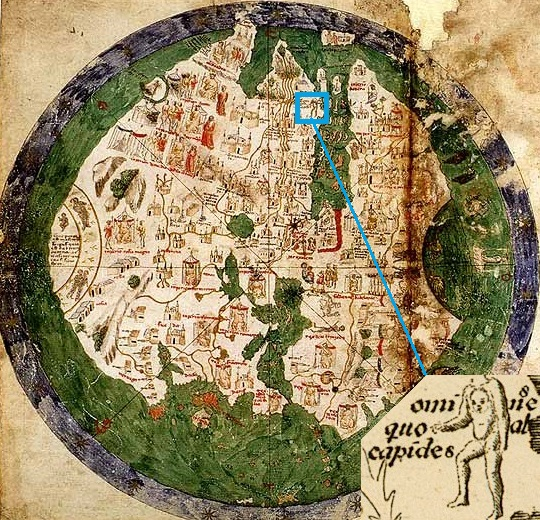
L'Atlante di Andrea Bianco (1436) mostra le due galee genovesi ormeggiate di fronte all'Etiopia.

## Circumnavigazione dell'Africa nel 1291
Secondo la Cronica Generalis sive Universalis di Galvano Fiamma, furono l'ammiragli "Ubertus de Savignono", e un altro di cui non fa il nome, i comandanti delle "due galee genovesi, con imbarcati più di 600 cristiani e alcuni chierici" che "oltrepassarono lo stretto di Spagna e, navigando per il mare Atlantico, giunsero nell'Etiopia, a sud dell'Equatore" nel 1291. Jacopo Doria, negli Annali Genovesi (c. 1295), racconta che "in quell’anno, Tedisio Doria, Ugolino de’ Vivaldi e suo fratello, con alcuni altri cittadini di Genova, intrapresero un viaggio che nessuno mai fino ad allora aveva tentato." Le due galee, raffigurate per Andrea Bianco in 1436, furono erroneamente identificate nel ottocento da Michele Canale come "Sant'Antonio" e "Allegrancia", quest'utlima acquistata da Tedisio Doria (figlio di Lamba Doria) da Luchino Malocello nel 1291 per partire alla Romania, e non veramente partecipante alla spedizione come dimostrato da Alberto Quartapelle.
Secondo diversi autori, tra cui Alfonso Licata, la spedizione di Lanzerotto Malocello alle Isole Canarie nel 1312 era in origine una spedizione di ricerca delle galee genovesi di 1291. L'episodio ricorda quello raccontato nel 1375 dall'autore del Libro del Conocimiento, in cui un genovese chiamato Sorleone, si imbarcò per l'Africa per cercare al padre, smarrito durante la spedizione. 
La spedizione era anche nota ad Antoniotto Usodimare, che nel suo Itinerarium Ususmaris di 1453 racconta che “nell’anno 1290 partirono da Genova due galee, armate dai fratelli Vadino e Guido de’ Vivaldi, che volevano andare in Oriente, nelle regioni dell’India."
Tutti gli autori concordano sul fatto che la spedizione non tornò mai a Genova, e si presuppone che non sia riuscita a raggiungere l'India, suo obiettivo. Tuttavia, la ambasciata etiope arrivata a La Superba nel 1315 confermò il loro arrivo in Etiopia, e secondo Usodimare, lo stesso fu riportato al Cairo.